# Marian Młynarski
Marian Młynarski (* 29. Januar 1926 in Warschau; † 9. Dezember 2024) war ein polnischer Paläontologe, Hochschullehrer, Herpetologe und Museologe. 

## Leben
Młynarski war der Sohn des Ökonomen und Bankiers Feliks Młynarski und dessen Frau Maria, geborene Ejsmond. Im Jahr 1938 trat er in die nach Ignacy Prądzyński benannten 21. Pfadfindertruppe ein, die in Warschau an der Mazowiecka-Landesschule operierte. Im Jahr 1941 zog er mit seiner Mutter nach Krakau, wo sein Vater die Präsidentschaft der Emissionbank in Polen übernommen hatte. 1943 trat er als Späher der Zawisza, der jüngsten Untergrund-Pfadfindergruppe der Szare Szeregi, bei. Im September 1944 wurde er Führer der 6. Jungenschaft der Zawisza. Er beendete seinen Dienst in der Szare Szeregi mit dem Rang eines Korporals bei der Polnischen Heimatarmee (AK). In den Nachkriegsjahren setzte er seine Tätigkeit bei den Pfadfindern fort. Nach 1989 wurde er Pfadfinderführer bei der Związek Harcerstwa Rzeczypospolitej (Polnische Pfadfindervereinigung) und war in der Vereinigung der Szare Szeregi aktiv.
1946 begann Młynarski sein Studium der Naturwissenschaften an der Jagiellonen-Universität in Krakau, das er 1951 abschloss. 1956 wurde er an derselben Universität zum Doktor promoviert. 1961 habilitierte er sich an der Nikolaus-Kopernikus-Universität Toruń, wo er 1969 zum Professor für Biologie ernannt wurde.
In den Jahren 1942 bis 1986 war er mit dem Naturhistorischen Museum der Polnischen Akademie der Wissenschaften verbunden. Im Jahr 1951 wurde er wissenschaftlicher Mitarbeiter am Institut für Systematik und Evolution der Tiere der Polnischen Akademie der Wissenschaften in Krakau. In den Jahren 1960 bis 1986 war er Leiter der Abteilung für Wirbeltierzoologie und von 1965 bis 1972 war er stellvertretender Direktor. Im Jahr 1986 ging er in den Ruhestand.
Młynarski war Autor vieler wissenschaftlicher und populärwissenschaftlicher Publikationen, darunter 1967 das Werk Atlas Płazy i gady Polski (Zoologischer Atlas der Amphibien und Reptilien Polens). Sein Forschungsinteresse galt der Paläontologie der Schildkröten, von denen er 1956 die fossile Art Emys wermuthi aus dem Pliozän von Polen erstbeschrieb. Als Naturschützer engagierte er sich für den Erhalt der Europäischen Sumpfschildkröte an polnischen Standorten. Er war einer der Gründer der herpetologischen Sektion innerhalb der Polnischen Zoologischen Gesellschaft. Im Jahr 1983 wurde er zum Präsidenten der Polnischen Herpetologischen Gesellschaft gewählt.

## Schriften (Auswahl)
- Zółw błotny Emys orbicularis (L.) z pliocenu Polski. Studia nad trzeciorzędową fauną brekcji kostnej w miejscowości WęĪe koło Działoszjoia. Część III [European Pond Tortoise Emys orbicularis (L.) from the Pliocene of Poland]. Acta Geolgica Polonica 3: 545–572, 1953
- Studies on the morphology of the shell of recent and fossil tortoises. I–II. Acta Zoologica Cracoviensia l(1): 1–19, 1956
- Nasze gady. Państwowe Wydawnictwo Naukowe. Warszawa, 1958
- Atlas Płazy i gady Polski, 1967
- Katalog fauny Polski (Catalogus faunae Poloniae), Część XXXIX. Płazy i gady (Amphibia, et Reptilia). Państwowe Wydawnictwo Naukowe. Warszawa, 1969
- Fossile Schildkröten. Die Neue Brehm-Bücherei. Halle, 1969